# 창양역 (베이징시)
창양역(중국어: 长阳站)은 중화인민공화국 베이징시 팡산구 창양진 징량로·장정 북가·장정 남가 교차로에 위치한 베이징 지하철 팡산선의 지하철역으로, 2010년 12월 30일에 팡산선 개통과 함께 개장하였다.

## 위치 및 구조
이 역은 창양진의 진정부 남서쪽에 위치하며, 징량로 남측, 3층 규모의 고가역으로 섬식 승강장을 채택하였다.

## 역 구조
이 역은 섬식 승강장 설계를 갖춘 고가역이다.

### 층별 구조
| 3층 승강장    | ←                                 | ■ 팡산선 일반 구간 열차 둥관터우난 방면 / 직통 열차 국가도서관 방면 (■ 9호선) (다오톈) |
| 3층 승강장    | 섬식 승강장, 오른쪽 출입문이 열림 |                                                                                        |
| 3층 승강장    | →                                 | ■ 팡산선 옌춘 동 방면 (리바팡)                                                         |
| 2층 대합실 층 | 대합실                            | 고객센터, 자동 발매기, 출입 게이트                                                     |
| 지면층        | 출입구                            | A－B출입구                                                                             |

본 역은 주변 건물과 통합되도록 설계된 팡산선의 유일한 역으로, 승강장 양쪽 끝에 테마 예술 벽화 "녹색가원《绿色家园》"과 "창양신곡《长阳新曲》"이 있는 팡산선의 몇 안 되는 역 중 하나이며, 팡산에서 자체 생산한 돌을 사용하여 현대 신도시 생활과 창양진의 미래 발전을 보여주고 있다.
- 창양역 외관 (2012년 7월 촬영)
- 승강장 테마 예술 벽화 "녹색가원《绿色家园》"
- 승강장 테마 예술 벽화 "창양신곡《长阳新曲》"

## 출입구
|                         |                                          |                                                           |      |             |
| 출구                    | 지시                                     | 출구 인근                                                 | 사진 | 무장애 시설 |
| 出口 · A                | 징량로(京良路) 북측, 장정 북가(长政北街) | 창양 위생원(长阳卫生院), FCC중앙성(FCC中央城)             |      |             |
| 出口 · B                | 징량로(京良路) 남측, 장정 남가(长政南街) | 징터우강·창양(京投港·长阳), 서우카이시위에 만(首开熙悦湾) |      | 빈칸        |
| 出口 · B                | 징터우강·창양(京投港·长阳)               | 징터우강·창양(京投港·长阳)                                |      | 빈칸        |
| 아이콘 설명: 엘리베이터 |                                          |                                                           |      |             |